# Transferencia del estrés materno-fetal
La transferencia del estrés materno-fetal es un fenómeno fisiológico en el cual el estrés psicosocial experimentado por una madre durante su embarazo puede transferirse al feto. El estrés psicosocial describe la respuesta fisiológica del cerebro a la amenaza social percibida. Debido a un vínculo en el suministro de sangre entre la madre y el feto, se ha descubierto que el estrés puede dejar efectos duraderos en el feto en desarrollo. Según estudios recientes, estos efectos son principalmente el resultado de dos biomarcadores de estrés particulares que circulan en el torrente sanguíneo materno: el cortisol y las catecolaminas.

## Mecanismo de acción
El cortisol es un tipo de hormona llamada glucocorticoide, que controla el uso de la glucosa en el cuerpo y tiende a activarse durante una respuesta de lucha o huida. El cortisol se produce en la glándula suprarrenal, cuya actividad está mediada por el hipotálamo y la hipófisis. En conjunto, la señalización colectiva del hipotálamo, la Hipófisis y la glándula suprarrenal se conoce como eje hipotalámico-hipofisario-adrenal. Durante un período de estrés psicosocial, se libera cortisol, lo que da lugar a manifestaciones fisiológicas de estrés, como el aumento de la presión arterial materna (PAM) y la frecuencia cardíaca materna (FCM).
En el caso de una mujer embarazada, la liberación de cortisol de las glándulas suprarrenales también tiene un efecto sobre el feto que lleva en el útero. El cortisol es una hormona esteroide y, como en todas ellas, los receptores del cortisol se encuentran intracelularmente. En otras palabras, el cortisol no necesita un receptor extracelular para entrar al núcleo de las células y afectar su expresión genética. Debido a esta característica de las hormonas esteroides, el cortisol se difunde directamente a través de la placenta, la barrera que separa al feto de la madre. Afortunadamente, el feto tiene un mecanismo de protección contra la inundación de cortisol de una madre estresada. Existe una enzima en la placenta llamada 11beta-hidroxiesteroide deshidrogenasa tipo 2 que es capaz de inactivar la gran mayoría del cortisol que pasa a través de la barrera placentaria hacia el feto.
En casos de niveles muy elevados de cortisol materno, la expresión y actividad de esta enzima placentaria se reducen considerablemente, protegiendo así menos al feto de los altos niveles de cortisol de la madre. Esta pérdida de actividad enzimática placentaria tiene efectos perjudiciales. Uno de los cuales es un cambio en el punto de ajuste del eje HPA. Numerosos estudios en modelos animales indican que, si los niveles de cortisol fetal son altos, el eje HPA estará más activo después del nacimiento.
Los niveles elevados de cortisol fetal inducen una mayor expresión de CRH en el núcleo paraventricular del hipotálamo (PVN) y el núcleo central de la amígdala. En otras palabras, el exceso de cortisol que atraviesa la barrera placentaria hace que el hipotálamo y la amígdala aumenten la transcripción de CRH, lo que a su vez estimula la actividad del eje HPA temprano en la vida postnatal. Con un eje HPA tan hiperactivo, la expresión del receptor de glucocorticoides en el cerebro aumenta, lo que hace que la liberación de niveles mínimos de cortisol produzca una respuesta sustancial en las sinapsis en desarrollo. Se especula que como resultado, el eje HPA desarrollará más rápidamente sus circuitos neuronales.

## Etiología

### Susceptibilidad del feto a influencias exógenas
Durante el embarazo, el cerebro del feto es extremadamente maleable ya que se encuentra en su fase principal de desarrollo. Las partes del cerebro más susceptibles a las influencias externas son las responsables de la respuesta al estrés: el hipotálamo y la glándula pituitaria. Esto se debe a que la respuesta al estrés en los humanos se forma muy temprano en nuestra etapa fetal, por lo tanto es vulnerable al estado mental, físico y emocional de la madre durante el período gestacional.
Si la propia madre experimenta niveles anormalmente altos de estrés, su cuerpo responderá aumentando los niveles de cortisol a esa situación anormal. Estas hormonas pasarían luego del torrente sanguíneo de la madre al del feto. La razón por la cual este fenómeno sólo ocurre cuando la madre está experimentando una cantidad excesiva de estrés, y no ocurre por el estrés cotidiano habitual que experimentan muchas personas, se debe a un mecanismo de protección que tiene lugar en la placenta.  Este mecanismo puede entenderse comparando primero las concentraciones de cortisol en la madre y el feto.
Las concentraciones de cortisol en la madre son de cinco a diez veces mayores que las del feto.

La relación (ratio) materno:fetal de la concentración de cortisol se mantiene mediante una enzima en la placenta, que altera la molécula de cortisol en un metabolito inactivo (productos 11-ceto), llamado 11 β-hidroxiesteroide-deshidrogenasa placentaria. El problema radica en el factor multiplicador que surge de esta relación, es decir, si los niveles de cortisol materno aumentan un 10-20% podría provocar que los niveles de cortisol fetal se dupliquen, que es lo que ocurre cuando la madre sufre distrés psicológico. Además, se ha demostrado que el estrés prenatal persistente experimentado hacia el final del período de gestación inflige daños graves y permanentes al desarrollo fisiológico del feto, lo que puede conducir a un retraso del crecimiento temprano, también conocido como restricción del crecimiento intrauterino, parto prematuro y retraso en el desarrollo motor en la infancia.
El estudio de la respuesta al estrés fetal in vivo no es una actividad habitual debido a diversas consideraciones éticas, pero los pocos estudios que han logrado investigar este fenómeno durante un embarazo humano han llegado a conclusiones similares. Esto se debe a que la transferencia de estrés materno-fetal ocurre a través del mecanismo del cortisol que pasa de la madre al bebé a través de la placenta. Esto significa que los niveles de estrés de una madre se convierten en los niveles de estrés de su hijo a medida que ella transmite su propia respuesta hipersensible al estrés, a través de medios no genéticos.

### Alcohol
Este fenómeno biológico es problemático debido al impacto que un mayor nivel de cortisol tiene en el eje HPA fetal. La principal fuente de un aumento de cortisol son los estímulos que provocan constantemente altos niveles de estrés psicosocial, pero otra fuente de altas concentraciones de cortisol que a menudo se pasa por alto es la ingestión de alcohol. Ya es bien sabido que las mujeres que beben alcohol durante el embarazo tienen más probabilidades de dar a luz niños con defectos físicos o neurológicos, pero esto ocurre con el consumo de grandes cantidades de alcohol. El consumo de alcohol en cantidades más pequeñas, pero aún significativas, puede provocar un aumento de los niveles de cortisol en el torrente sanguíneo de la madre, lo que provoca que los niveles de cortisol también aumenten en el feto y produce las mismas consecuencias que la transferencia de estrés materno-fetal.

### Obesidad
La obesidad más adelante en la vida está relacionada con los cambios en la actividad del eje hi HPA en el feto. A medida que las madres experimentan un mayor estrés, pueden comenzar a participar en conductas de salud riesgosas, como malos hábitos alimentarios. Esto aumenta el riesgo de obesidad en la madre y el feto. El feto tiene mayor probabilidad de sufrir obesidad porque el estrés elevado se utiliza para predecir el entorno potencial en el que vivirá. Se transfieren al feto dos tipos específicos de glucocorticoides, dexametasona y betametasona. La hormona hipotalámica CRH también influye en la salud y la enfermedad del feto. Esta exposición, sumada a una dieta más energética, aumenta la probabilidad de padecer obesidad más adelante en la vida. Esto se debe a que los glucocorticoides no sólo regulan el estrés en el feto, sino también el apetito, la obesidad y el metabolismo en animales y humanos.

## Consecuencias y efectos a largo plazo
El estrés prenatal de una madre está correlacionado con resultados neuroconductuales perjudiciales en el niño. Existen innumerables consecuencias para el niño después del nacimiento, como trastornos psiquiátricos, anomalías del comportamiento, regulación emocional disfuncional y retrasos en la producción motora.
La exposición durante períodos importantes de desarrollo neurológico aumenta el riesgo de trastornos metabólicos, incluida la obesidad, la diabetes tipo 2 y un perfil lipídico deficiente. Este riesgo es más presente en una etapa posterior del embarazo y puede observarse ya a los seis meses de edad. La probabilidad aumenta aún más cuando los niños experimentan altos niveles de estrés.
Los trastornos psiquiátricos más comunes que se desarrollan son el trastorno por déficit de atención con hiperactividad, síntomas depresivos y neuróticos menores, esquizofrenia, tendencia al alcoholismo / adicción a las drogas y comportamiento delictivo. Estos trastornos psiquiátricos pueden, a su vez, provocar o exacerbar irregularidades del comportamiento, como hiperactividad, un umbral inusualmente bajo para la irritación o la frustración, comportamiento antisocial y desconsiderado, así como apego profuso o llanto (especialmente a una edad más temprana). Además, también se ha observado una feminización del comportamiento masculino y un aumento de la timidez en niños nacidos en un entorno prenatal estresante.
Biológicamente hablando, este fenómeno también puede provocar que el hipocampo, un componente muy importante de la respuesta al estrés, sea defectuoso y no funcione como debería. La razón es que el hipocampo es una de las partes del cerebro más vulnerables a las hormonas del estrés materno. Algunos podrían creer que esta consecuencia fisiológica de la transferencia de estrés materno-fetal puede ser la causa de los trastornos psiquiátricos y las anomalías del comportamiento descritas anteriormente, junto con otros factores.
Además, una sobreexposición al cortisol durante la infancia puede conducir a una respuesta extrema de desensibilización al cortisol en el niño. La desensibilización o el bloqueo de los receptores de cortisol puede ocurrir debido a irregularidades en el eje HPA, que se forman en el útero debido al paso de cortisol a través de la placenta de la madre al bebé. Se puede decir que la conversión de niveles extremadamente altos a bajos de cortisol es una especie de mecanismo de defensa, ya que uno (inconscientemente) experimenta retraimiento, evitación y negación en un esfuerzo por desengancharse de cualquier estímulo desafiante o incómodo, lo que a veces se manifiesta en alexitimia. Las personas a menudo se sienten vacías y aisladas debido a su estado de afectividad reducida y disociación.
La continuidad del estrés materno durante y después del embarazo es una progresión de la transferencia de estrés materno-fetal que tiene un impacto significativo en el bienestar general del bebé. El estrés materno posnatal, como la depresión posparto, tiene un impacto enorme en el crecimiento emocional, mental y conductual de un niño, por lo que puede agravar e intensificar los impactos de la transferencia de estrés materno-fetal. Aproximadamente el 13% de las mujeres experimentan al menos un episodio depresivo durante o inmediatamente después del embarazo, lo que fomenta un mayor interés en identificar los efectos del estrés materno prenatal en el desarrollo de un individuo durante las etapas fetal e infantil de la vida.

## Reversión de consecuencias
Como lo afirma la epigenética y una de las conclusiones del debate naturaleza versus crianza, la mayoría de los problemas conductuales y psicológicos surgen debido a una combinación de factores biológicos y ambientales/socioculturales. Por lo tanto, los factores ambientales como el cuidado parental y la disponibilidad nutricional, junto con la ayuda brindada al niño, como la psicoterapia, pueden ayudar a revertir los impactos de la transferencia de estrés materno-fetal.